# Tadeusz Błoński
Tadeusz Zdzisław Błoński (ur. 27 października 1947 w Przemyślu) – polski i słowacki artysta oraz wykładowca akademicki, od 2005 przewodniczący Klubu Polskiego – Stowarzyszenia Polaków i Ich Przyjaciół na Słowacji.
Po ukończeniu Liceum Sztuk Plastycznych w Jarosławiu podjął studia artystyczne na Wydziale Form Przemysłowych Akademii Sztuk Pięknych w Krakowie, które zakończył w 1972. Rok później wyjechał do Czechosłowacji, gdzie podjął pracę jako nauczyciel akademicki na Wydziale Sztuk Uniwersytetu Technicznego w Koszycach. Od 1977 do 1988 zatrudniony jako pracownik naukowy i kierownik atelier wzornictwa w koszyckiej filii Instytutu Rozwoju Technicznego i Informacji w Pradze. W 1995 uzyskał habilitację na Wydziale Architektury STU w Bratysławie.
Jego zainteresowania artystyczne koncentrują się na malarstwie, rzeźbie, rysunku, fotografii, instalacjach oraz designie. Jest wykładowcą uniwersyteckim w Koszycach, gdzie prowadzi Atelier Produkt Design oraz autorskie Design Studio. Pełni funkcję prezesa Formacji VU – Zrzeszenia Sztuki Wizualnej, zasiada w Radzie Stowarzyszenia Wolnej Sztuki – ASA oraz jest członkiem Związku Projektantów Słowacji –
ZPDS. Od 2007 wykłada na Wydziale Sztuki Uniwersytetu Rzeszowskiego.
Od początku lat dziewięćdziesiątych zaangażowany w działalność polonijną na Słowacji. W 1994 objął obowiązki prezesa koszyckiego oddziału Klubu Polskiego – Stowarzyszenia Polaków i Ich Przyjaciół na Słowacji. Od 2005 pozostaje jego przewodniczącym na szczeblu ogólnokrajowym.
W 2004 został odznaczony Krzyżem Kawalerskim Orderu Zasługi Rzeczypospolitej Polskiej, a dwa lata później medalem Senatu RP.